# 瓦西里夫卡 (瓦西里夫卡市镇)
45°38′24″N 28°49′54″E / 45.64000°N 28.83167°E
瓦西里夫卡（烏克蘭語：Василівка）是位於烏克蘭西南部的村莊，由敖德萨州博爾赫拉德區的瓦西里夫卡市镇負責管轄。該村始建於1944年，面積4.09平方公里，海拔高度41米，2009年人口3,902，人口密度每平方公里993.89人。